# Jutaholms café
Jutaholms café var ett kafé beläget i en numera riven byggnad i Jutaholm, Hakarps socken, Jönköpings län.
Huset som inrymde caféet uppfördes 1897 av Emil och Edla Magnusson på fastighet Jutaholm 1. Johan Magnus Gustafsson övertog, förmodligen genom byteshandel, fastigheten, och överlät den senare till sin dotter, Charlotte Väinölä, IKHP:s grundare Evert Väinöläs fru, som under 1920-talet startade caféverksamheten i samma byggnad. Ådalsvägen var nyss färdigställd, och då den här byggnaden låg precis intill Ådalsvägen var besöksunderlaget för caféet stort. Caféets blomstringstid var mellan 20-talets slut och 30-talets slut, och var under dessa år ofta fullsatt.
Caféet kom att bli den huvudsakliga möteslokalen för IKHP, och många tävlingar, såsom i skidor, gång och cykel, startade vid huset. 1940 fick caféet nya ägare, till 1957 då rörelsen lades ner och huset lämnades öde. Det revs 1977.